# الخربة (الضالع)
الخربة هي إحدى قرى الجمهورية اليمنية. وهي تتبع جغرافيًا لمحافظة الضالع. وإداريًا لمديرية الحصين. يبلغ تعداد سكانها 1098 نسمة حسب الإحصاء الذي جرى عام 2004.